# Schuhe am Donauufer

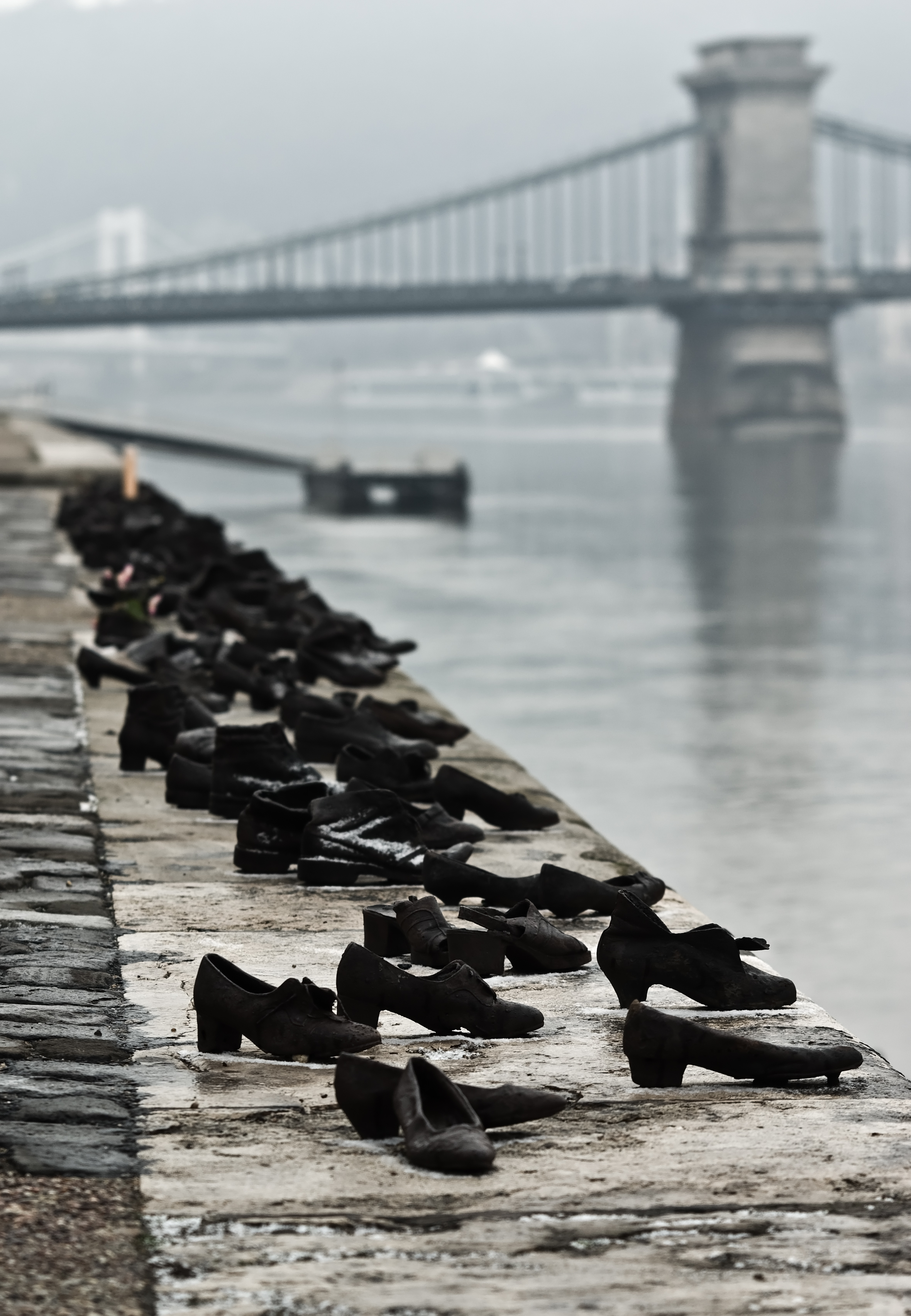
Schuhe am Donauufer, Budapest (2012)

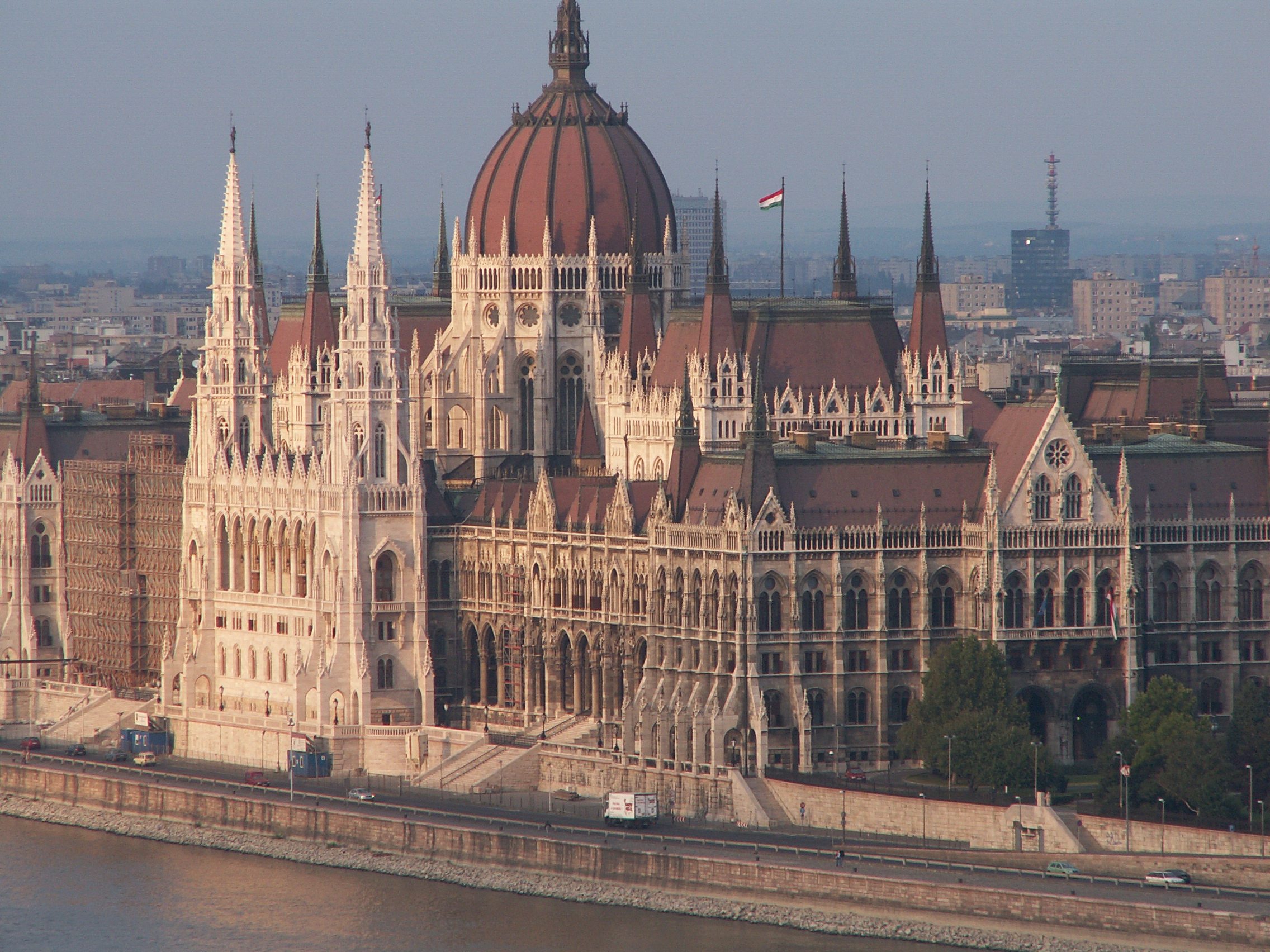
Parlament, Blick von Südwesten (2004)

Schuhe am Donauufer (ungarisch Cipők a Duna-parton) ist ein 2005 errichtetes Mahnmal in Budapest, das von Gyula Pauer und Can Togay zur Erinnerung an die Pogrome an Juden durch Pfeilkreuzler in Ungarn während des Zweiten Weltkriegs gestaltet wurde.

## Lage und Gestaltung
Die Schuhpaare stehen am Ostufer, auf der Pester Seite der Donau, am Ende der Széchenyistraße etwa 300 Meter südlich des Parlamentsgebäudes, nahe der Akademie der Wissenschaften direkt am Wasser. Auf einer Länge von 40 Metern wurden sechzig Paar Schuhe aus Metall auf dem Boden angebracht. Sie sollen dem Gedenken an die Massenerschießungen von ungarischen Juden am Donauufer während der faschistischen Pfeilkreuzler-Diktatur 1944/45 erinnern. Der ungarische Historiker Krisztián Ungváry spricht von 2.600 bis 3.600 Opfern, die auf diese Weise ermordet worden sind. Die Schuhe stehen oder liegen „wie zufällig“ übrig geblieben. Das Holocaustmahnmal wurde 2005 so gestaltet, dass es auf den ersten Blick nicht verrät, welches Geschehen dahintersteckt. Stellvertretend für die Opfer sei der Begründer der modernen ungarischen Pharmaindustrie Gedeon Richter genannt, der am 30. Dezember 1944 dort ermordet wurde. Die Inschrift auf den Gedenktafeln in den Sprachen Ungarisch, Englisch und Hebräisch lautet: „Im Gedenken an die Opfer, die 1944/45 von bewaffneten Pfeilkreuzlern in die Donau geschossen wurden“.
Im Unterschied zum Mahnmal für die ermordeten Juden Ungarns bei der Großen Synagoge ist es am Donauufer ein eher stilles Gedenken.
Schändung des Denkmals
Am 15. Juni 2009 wurden in die Schuhe am Donauufer von unbekannten Tätern Schweinefüße gesteckt. Die Täter konnten trotz der öffentlichen Empörung und umfassender Ermittlungen nicht gefasst werden.
Im Mai 2012 wurde das Denkmal zu Ehren von Raoul Wallenberg im 2. Budapester Gemeindebezirk auf die gleiche Weise geschändet.

## Verhinderung eines Verbrechens am 8. Januar 1945
Das Mahnmal erinnert indirekt auch an die Rettungsaktionen anderer Ungarn wie Károly Szabó, eines Angestellten der Schwedischen Botschaft, und der 20 namentlich unbekannten Polizisten, die am 8. Januar 1945 mit ihm von Pfeilkreuzlern aus den schwedischen Botschaftsräumen zur Erschießung entführte jüdische Ungarn mit blankem Bajonett retteten und ihnen dann zur Flucht verhalfen. Bericht der Familie Jakobovits 1947: "Als die Rettung in letzter Minute kam, standen wir mit den Gesichtern zum Wasser am Donauufer."
Unter den 154 Geretteten waren auch Lajos Stöckler und seine achtköpfige Familie, die Familie Jakobovits, Edith und Lars Ernster, Jacob Steiner, Eva Löw und Anna Klaber. Der Vater Jacob Steiners war am 25. Dezember 1944 am Donauufer erschossen worden.
Lars Ernster wurde später Chemiker, Professor an der Universität Stockholm und Mitglied der Königlich Schwedischen Akademie der Wissenschaften und des Nobelpreiskomitees, Jacob Steiner wurde Biologe und Professor an der Hebräischen Universität Jerusalem, Eva Löw und Anna Klaber wurden Ärztinnen in Basel.
Zitat im Buch "Dreams and Tears: Chronicle of a Life" (2006) von Dr. Erwin K. Koranyi über die Rettung am Donauufer: "Die Polizisten haben ihre Waffen auf die Pfeilkreuzler gerichtet. Ein Polizeioffizier dabei war Pál Szalai, der mit Raoul Wallenberg kooperiert hat, ein anderer, im Ledermantel, war Károly Szabó. In unserer Gruppe unter den Geretteten habe ich auch Lajos Stöckler gesehen." Raoul Wallenberg wurde 1963 der Ehrentitel Gerechter unter den Völkern zuerkannt, Pál Szalai erhielt diese Auszeichnung 2008 bzw. am 7. April 2009.

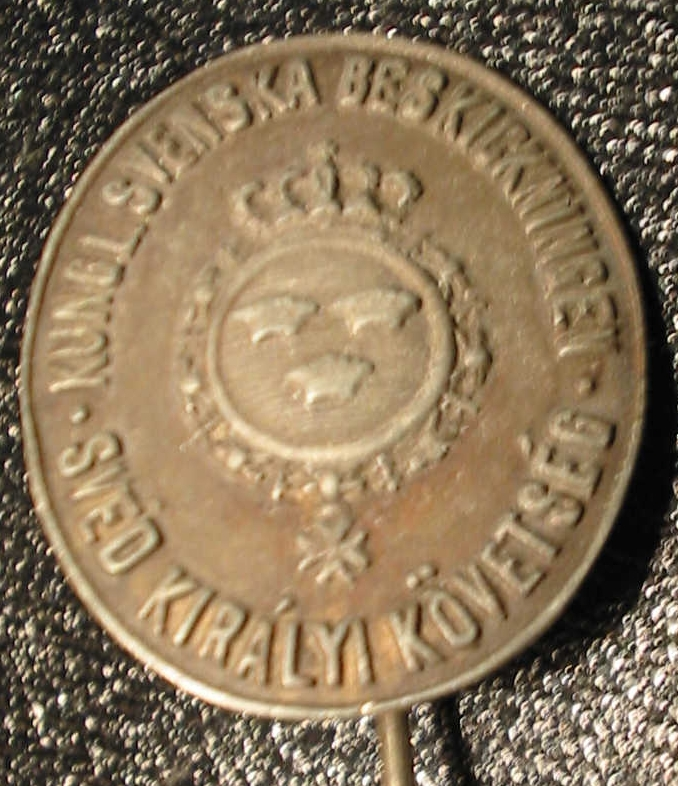
Schwedische Botschaft in Budapest, Mitarbeiter-Anstecknadel von Károly Szabó
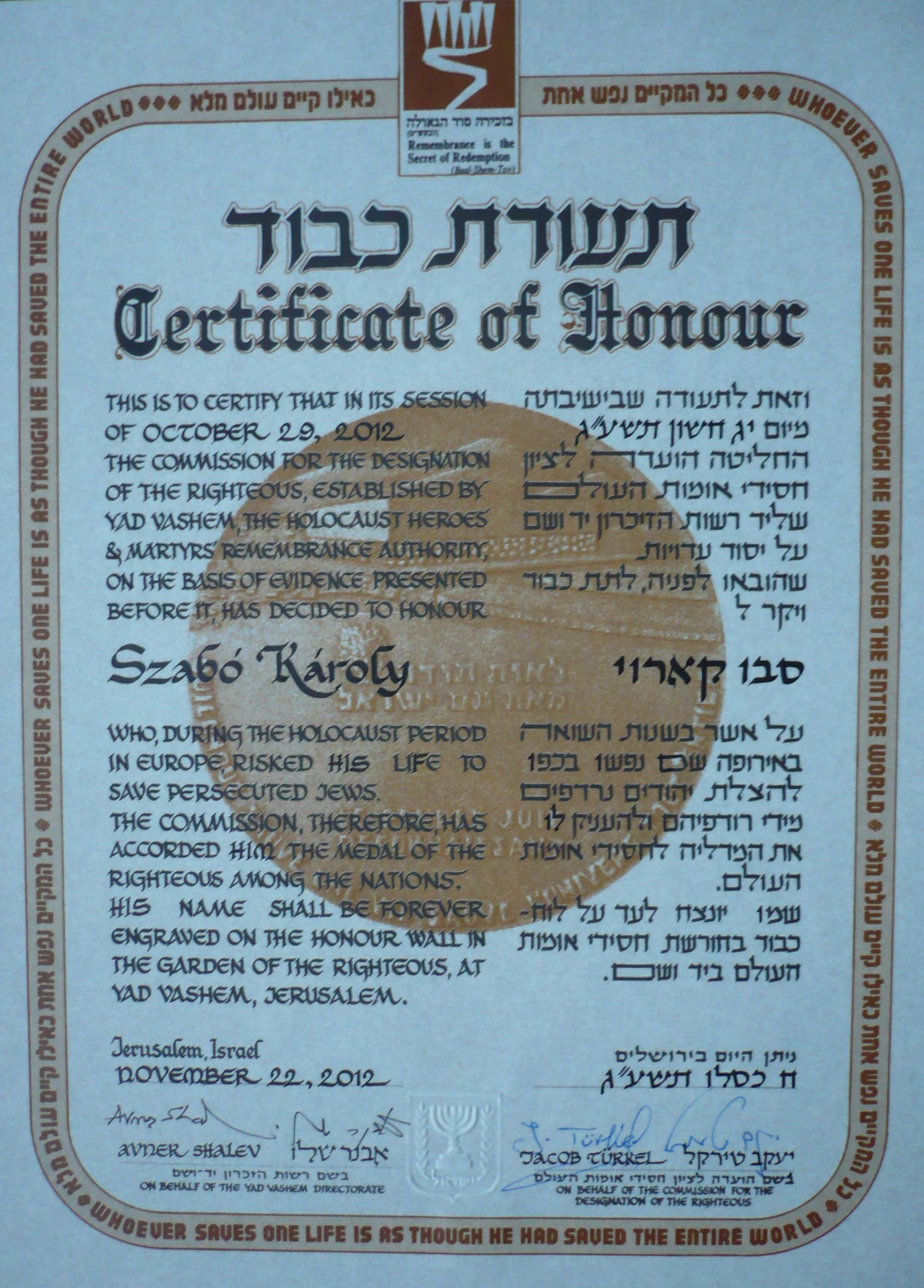
Károly Szabó – Gerechter unter den Völkern für die Rettung am 8. Januar 1945
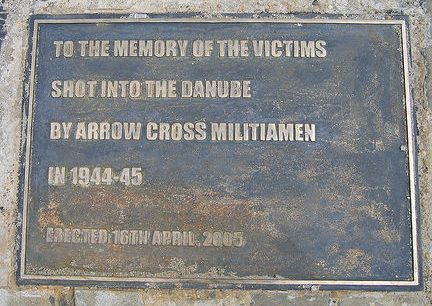
Budapest, Promenade am Südufer, Gedenktafel
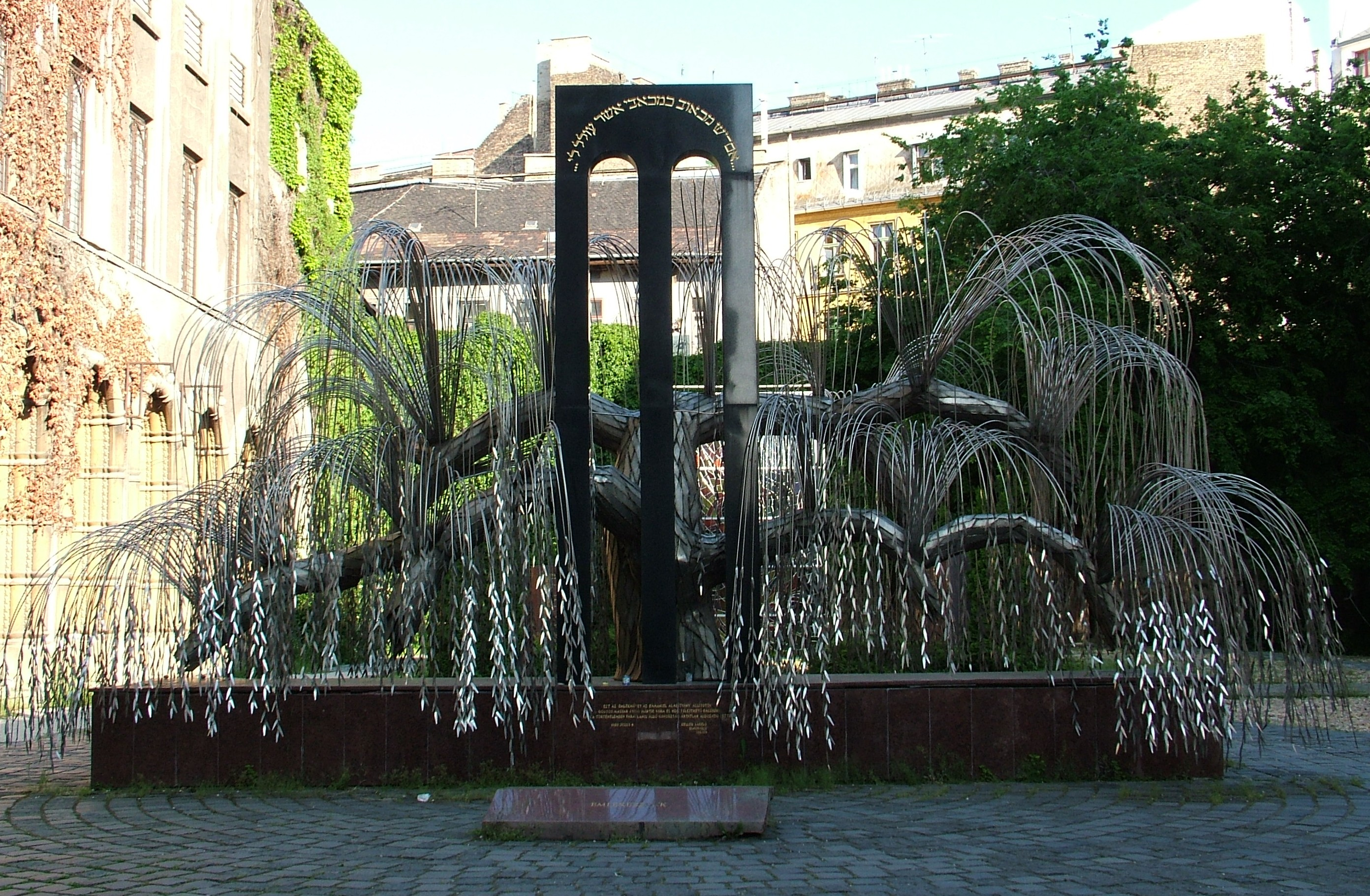
Mahnmal für die ungarischen Juden, Große Synagoge